# Rivula catadela
Rivula catadela là một loài bướm đêm trong họ Erebidae.